# Myotis vivesi
El murciélago pescador mexicano (Myotis vivesi) es un murciélago centroamericano, la única especie del género Myotis que se alimenta exclusivamente de peces, en forma parecida a los murciélagos pescadores del género Noctilio.